# Tsenkhermandal, Khentii
Tsenkhermandal (tiếng Mông Cổ: Цэнхэрмандал) là một sum của tỉnh Khentii tại miền đông Mông Cổ. Vào năm 2010, dân số của sum là 2.004 người.

## Địa lý
Sum có diện tích khoảng 3.177 km2. Trung tâm sum, Modot, nằm cách tỉnh lỵ Öndörkhaan 150 km và cách thủ đô Ulaanbaatar 200 km.

### Khí hậu
Tsenkhermandal có khí hậu cận Bắc Cực. Nhiệt độ trung bình hàng năm ở trong khu vực là 3 °C. Tháng ấm nhất là tháng 6, khi nhiệt độ trung bình là 22 °C và lạnh nhất là tháng 1, với -20 °C. Lượng mưa trung bình hàng năm là 415 mm. Tháng mưa nhiều nhất là tháng 7, với lượng mưa trung bình 104 mm và khô nhất là tháng 2, với lượng mưa 3 mm.

## Kinh tế
Sum có một trường học, bệnh viện và nhà văn hóa.